# Elizabeth Smith (baronne Smith de Gilmorehill)
Pour les articles homonymes, voir Smith.
Elizabeth Margaret Smith (née le 4 juin 1940), est une pair britannique et une protectrice des arts. Elle est la veuve de John Smith, l'ancien chef du Parti travailliste.

## Biographie
Née Elizabeth Margaret Bennett, elle fait ses études au lycée pour filles de Hutchesons et à l'Université de Glasgow.
La baronne Smith est présidente du Scottish Opera et présidente du Edinburgh Festival Fringe de 1995 à 2012. Elle est également gouverneure de l'Union anglophone et membre du conseil d'administration du Centre for European Reform. Moins d'un an après la mort de son mari, elle est créée pair à vie avec le titre de baronne Smith de Gilmorehill, de Gilmorehill dans le district de la ville de Glasgow le 17 février 1995.
Elle reçoit un doctorat honorifique de l'Université Heriot-Watt en 1998.
Elle a trois filles, Sarah Smith, rédactrice en chef de BBC Scotland, Jane et Catherine.